# U-162 (tàu ngầm Đức) (1941)
U-162 là một tàu ngầm tấn công  Lớp Type IX thuộc phân lớp Type IXC được Hải quân Đức Quốc Xã chế tạo trong Chiến tranh Thế giới thứ hai. Nhập biên chế năm 1941, nó đã thực hiện được ba chuyến tuần tra và đánh chìm được 14 tàu buôn với tổng tải trọng 82.027 GRT. Trong chuyến tuần tra cuối cùng, U-162 bị các tàu khu trục Anh HMS Vimy, HMS Pathfinder và HMS Quentin thả mìn sâu đánh chìm trong Đại Tây Dương về phía Đông Bắc Trinidad vào ngày 3 tháng 9, 1942.

## Thiết kế và chế tạo

### Thiết kế
Thiết kế của tàu ngầm Type IXC có kích thước hơi nhỉnh hơn so với phân lớp Type IXB dẫn trước. Chúng có trọng lượng choán nước 1.120 t (1.100 tấn Anh) khi nổi và 1.232 t (1.213 tấn Anh) khi lặn. Con tàu có chiều dài chung 76,76 m (251 ft 10 in), lớp vỏ trong chịu áp lực dài 58,75 m (192 ft 9 in), mạn tàu rộng 6,76 m (22 ft 2 in), chiều cao 9,60 m (31 ft 6 in) và mớn nước 4,70 m (15 ft 5 in).
Chúng trang bị hai động cơ diesel MAN M 9 V 40/46 siêu tăng áp 9-xy lanh 4 thì, tổng công suất 4.400 PS (3.200 kW; 4.300 bhp), dẫn động hai trục chân vịt đường kính 1,92 m (6,3 ft), cho phép đạt tốc độ tối đa 18,3 kn (33,9 km/h), và tầm hoạt động tối đa 13.450 nmi (24.910 km) khi đi tốc độ đường trường 10 kn (19 km/h). Khi đi ngầm dưới nước, chúng sử dụng hai động cơ/máy phát điện Siemens-Schuckert 2 GU 345/34 tổng công suất 1.000 PS (740 kW; 990 shp). Tốc độ tối đa khi lặn là 7,3 kn (13,5 km/h), và tầm hoạt động 63 nmi (117 km) ở tốc độ 4 kn (7,4 km/h). Con tàu có khả năng lặn sâu đến 230 m (750 ft).
Vũ khí trang bị có sáu ống phóng ngư lôi 53,3 cm (21 in), bao gồm bốn ống trước mũi và hai ống phía đuôi, và mang theo tổng cộng 22 quả ngư lôi 53,3 cm (21 in). Tàu ngầm Type IX trang bị một hải pháo 10,5 cm (4,1 in) SK C/32 với 110 quả đạn, một pháo phòng không 3,7 cm (1,5 in) SK C/30 và hai pháo phòng không 2 cm (0,79 in) C/30. Thủy thủ đoàn bao gồm 4 sĩ quan và 44 thủy thủ.

### Chế tạo
U-162 được đặt hàng vào ngày 25 tháng 9, 1939, và được đặt lườn tại xưởng tàu Seebeck của hãng DeSchiMAG ở Bremerhaven vào ngày 19 tháng 4, 1940. Nó được hạ thủy vào ngày 1 tháng 3, 1941, và nhập biên chế cùng Hải quân Đức Quốc Xã vào ngày 9 tháng 9, 1941 dưới quyền chỉ huy của Hạm trưởng, Thiếu tá Hải quân Jürgen Wattenberg.

## Lịch sử hoạt động
Sau khi hoàn tất việc chạy thử máy và huấn luyện trong thành phần Chi hạm đội U-boat 4, U-162 được điều sang Chi hạm đội U-boat 10 từ ngày 31 tháng 1, 1942 để hoạt động trên tuyến đầu cho đến khi bị mất.

### Chuyến tuần tra thứ nhất
U-162 xuất phát từ cảng Kiel, Đức đây vào ngày 7 tháng 2, 1942 cho chuyến tuần tra đầu tiên trong chiến tranh. Nó tiến ra Bắc Hải, rồi băng qua khe GI-UK giữa các quần đảo Shetland và Faroe để vòng qua quần đảo Anh, và hoạt động trong vùng biển Bắc Đại Tây Dương về phía Đông Nam Newfoundland, Canada. Tại đây vào ngày 24 tháng 2, nó đã đánh chìm chiếc tàu buôn Anh White Crest 4.365 GRT ở vị trí về phía Đông Nam St. John's, Newfoundland. Chiếc U-boat kết thúc chuyến tuần tra tại cảng Lorient bên bờ Đại Tây Dương của Pháp đã bị Đức chiếm đóng vào ngày 18 tháng 3.

### Chuyến tuần tra thứ ba – Bị mất
U-162 khởi hành từ cảng Lorient vào ngày 7 tháng 7 cho chuyến tuần tra thứ ba, cũng là chuyến cuối cùng, để tiếp tục hoạt động trong vùng biển Đại Tây Dương dọc theo bờ biển phía Bắc của lục địa Nam Mỹ.
Tại đây nó đã phóng ngư lôi tấn công Đoàn tàu TAV(S), đánh chìm chiếc tàu buôn Hoa Kỳ West Celina 5.772 GRT ở vị trí khoảng 95 nmi (176 km) về phía Đông Bắc đảo Margarita, Venezuela vào ngày 19 tháng 8. Đến ngày 24 tháng 8, tàu buôn Hà Lan Moena 9.286 GRT bị đánh chìm ở vị trí khoảng 100 nmi (190 km) về phía Đông đảo Barbados. Chiếc U-boat lại tiếp tục đánh chìm chiếc tàu chở dầu Na Uy Thelma 8.297 GRT chỉ hai ngày sau đó 26 tháng 8; rồi đến ngày 30 tháng 8, tàu buôn Hoa Kỳ Star of Oregon 7.176 GRT bị đánh chìm ở vị trí khoảng 50 nmi (93 km) về phía Đông Bắc Tobago.
Tuy nhiên chỉ bốn ngày sau đó 3 tháng 9, U-162 bị các tàu khu trục HMS Vimy, HMS Pathfinder và HMS Quentin của Hải quân Hoàng gia Anh phát hiện ở vị trí về phía Đông Bắc Trinidad. Mìn sâu thả xuống đã đánh chìm chiếc tàu ngầm tại tọa độ 12°21′B 59°29′T / 12,35°B 59,483°T. Hai người trong số thành viên thủy thủ đoàn của U-162 đã tử trận, và có 49 người sống sót được các tàu chiến Anh cứu vớt và bắt làm tù binh chiến tranh.

### Tóm tắt chiến công
U-162 đã đánh chìm được 14 tàu buôn tổng tải trọng 82.027 GRT:
| Ngày             | Tên tàu             | Quốc tịch      | Tải trọng | Số phận      |
| ---------------- | ------------------- | -------------- | --------- | ------------ |
| 24 tháng 2, 1942 | White Crest         | United Kingdom | 4.365     | Bị đánh chìm |
| 30 tháng 4, 1942 | Athelempress        | United Kingdom | 8.941     | Bị đánh chìm |
| 1 tháng 5, 1942  | Parnahyba           | Brazil         | 6.692     | Bị đánh chìm |
| 4 tháng 5, 1942  | Eastern Sword       | United States  | 3.785     | Bị đánh chìm |
| 4 tháng 5, 1942  | Florence M. Douglas | United Kingdom | 119       | Bị đánh chìm |
| 7 tháng 5, 1942  | Frank Seamans       | Norway         | 4.271     | Bị đánh chìm |
| 9 tháng 5, 1942  | Mont Louis          | Canada         | 1.905     | Bị đánh chìm |
| 13 tháng 5, 1942 | Esso Houston        | United States  | 7.699     | Bị đánh chìm |
| 14 tháng 5, 1942 | British Colony      | United Kingdom | 6.917     | Bị đánh chìm |
| 18 tháng 5, 1942 | Beth                | Norway         | 6.852     | Bị đánh chìm |
| 19 tháng 8, 1942 | West Celina         | United States  | 5.722     | Bị đánh chìm |
| 24 tháng 8, 1942 | Moena               | Netherlands    | 9.286     | Bị đánh chìm |
| 26 tháng 8, 1942 | Thelma              | Norway         | 8.297     | Bị đánh chìm |
| 30 tháng 8, 1942 | Star of Oregon      | United States  | 7.176     | Bị đánh chìm |